# IPv4
IPv4 интернет протокол верзија 4 је најраширенији интернет протокол на интернету. Поједине верзије интернет протокола се разликују по начину адресирања, изгледу заглавља пакета али и бројним другим детаљима. Најважнија карактеристика овог протокола је да користи 32-битну ИП адресу, тј. прописана дужина сваке ИП адресе у овој верзији протокола је 32 бита. Ова верзија интернет протокола је актуелна, дефинисана је у документу  791, септембра 1981. године.

### Заглавље интернет протокола IPv4
ИП протокол, такође, описује стандардну структуру пакета којим подаци путују кроз мрежу. Принцип је енкапсулација (паковање) информације у структуре погодне за пренос. Аналогија је поштански пакет. У заглављују пакета, поред адресе пошиљаоца и примаоца података, стоје још и информације о самом пакету које обавештавају како пакет треба да путује (колико је станица већ прошао, да ли се може делити у мање пакете, итд.)
| бит 0-3                                | бит 0-3        | бит 0-3        | бит 0-3        | 4-7            | 4-7            | 4-7            | 4-7            | 8-15           | 8-15           | 8-15           | 8-15           | 8-15           | 8-15           | 8-15           | 8-15           |                                   |                                   |                                   | 20-31                             | 20-31                             | 20-31                             | 20-31                             | 20-31                             | 20-31                             | 20-31                             | 20-31                             | 20-31                             | 20-31                             | 20-31                             | 20-31                             | 20-31                             |
|                                        |                |                |                |                |                |                |                |                |                |                |                |                |                |                |                |                                   |                                   |                                   |                                   |                                   |                                   |                                   |                                   |                                   |                                   |                                   |                                   |                                   |                                   |                                   |                                   |
| Верзија                                | Верзија        | Верзија        | Верзија        | Дужина         | Дужина         | Дужина         | Дужина         | Тип сервиса    | Тип сервиса    | Тип сервиса    | Тип сервиса    | Тип сервиса    | Тип сервиса    | Тип сервиса    | Тип сервиса    | Укупна дужина                     | Укупна дужина                     | Укупна дужина                     | Укупна дужина                     | Укупна дужина                     | Укупна дужина                     | Укупна дужина                     | Укупна дужина                     | Укупна дужина                     | Укупна дужина                     | Укупна дужина                     | Укупна дужина                     | Укупна дужина                     | Укупна дужина                     | Укупна дужина                     | Укупна дужина                     |
| Идентификација                         | Идентификација | Идентификација | Идентификација | Идентификација | Идентификација | Идентификација | Идентификација | Идентификација | Идентификација | Идентификација | Идентификација | Идентификација | Идентификација | Идентификација | Идентификација | 0                                 | D F                               | M F                               | Место фрагмента                   | Место фрагмента                   | Место фрагмента                   | Место фрагмента                   | Место фрагмента                   | Место фрагмента                   | Место фрагмента                   | Место фрагмента                   | Место фрагмента                   | Место фрагмента                   | Место фрагмента                   | Место фрагмента                   | Место фрагмента                   |
| TTL                                    | TTL            | TTL            | TTL            | TTL            | TTL            | TTL            | TTL            | Протокол       | Протокол       | Протокол       | Протокол       | Протокол       | Протокол       | Протокол       | Протокол       | Чексума (Провера битских грешака) | Чексума (Провера битских грешака) | Чексума (Провера битских грешака) | Чексума (Провера битских грешака) | Чексума (Провера битских грешака) | Чексума (Провера битских грешака) | Чексума (Провера битских грешака) | Чексума (Провера битских грешака) | Чексума (Провера битских грешака) | Чексума (Провера битских грешака) | Чексума (Провера битских грешака) | Чексума (Провера битских грешака) | Чексума (Провера битских грешака) | Чексума (Провера битских грешака) | Чексума (Провера битских грешака) | Чексума (Провера битских грешака) |
| Изворишна интернет адреса              |                |                |                |                |                |                |                |                |                |                |                |                |                |                |                |                                   |                                   |                                   |                                   |                                   |                                   |                                   |                                   |                                   |                                   |                                   |                                   |                                   |                                   |                                   |                                   |
| Одредишна интернет адреса              |                |                |                |                |                |                |                |                |                |                |                |                |                |                |                |                                   |                                   |                                   |                                   |                                   |                                   |                                   |                                   |                                   |                                   |                                   |                                   |                                   |                                   |                                   |                                   |
| Опције                                 |                |                |                |                |                |                |                |                |                |                |                |                |                |                |                |                                   |                                   |                                   |                                   |                                   |                                   |                                   |                                   |                                   |                                   |                                   |                                   |                                   |                                   |                                   |                                   |
| Податак (TCP сегмент или UDP датаграм) |                |                |                |                |                |                |                |                |                |                |                |                |                |                |                |                                   |                                   |                                   |                                   |                                   |                                   |                                   |                                   |                                   |                                   |                                   |                                   |                                   |                                   |                                   |                                   |

Наводимо информације о пољима у заглављу ИП адресе:
- Верзија (4 бита): Приказује износ верзије како би се могао дозволити развој протокола. Вредност поља је 4.
- Дужина Интернет Заглавља (IHL) (4 бита): Дужина заглавља у 32-битној речи. Минимална вредност је пет за минималну дужину заглавља од 20 бајта.
- Тип сервиса TOS (енгл. Type of Service) (8 бита): У претходном опису сервиса, ово поље се односило на поље тип Сервиса и одређивало је поузданост, предност, одлагање и параметре пропусне моћи. Оваква интерпретација је сада замењена. Првих 6 бита поља Типа Сервиса сада припада пољу DS (енгл. Differentiated Services), а остала 2 бита резервисана су за поље ECN (енгл. Explicit Songestion Notification).
- Укупна дужина (16 бита): Укупна дужина датаграма, укључујући заглавље и податке, изражено је у бајтовима (октетима).
- Идентификација (16 бита): Низ бројева, који заједно са изворишном адресом, одредишном адресом и корисничким протоколом намерава да јединствено идентификује пакет. Према томе, овај број би требало да буде јединствен за изворишну адресу, одредишну адресу и кориснички протокол датаграма док год је он у интернету.
- Контролни битови (3 бита): Само два од ових бита су тренутно дефинисана. MF (енгл. More Fragment) се користи за фрагментацију и поновно склапање, као што је малопре објашњено. Бит DF (енгл. Dont Fragment) забрањује фрагментацију када се то тражи. Овај бит може бити од велике користи када се зна да дестинација нема капацитета да склопи фрагменте. Ипак, ако је овај бит постављен, пакет ће бити одбачен ако премаши максималну величину мреже на некој рути. Да се ово не би десило, било би паметно користити изворишно рутирање да би се заобишле мреже које имају дефинисану малу максималну величину пакета.
- Место фрагмента (13 бита): Показује где је у оригиналном датаграму место овом фрагменту, исказано у 64 бита. То значи да фрагменти који нису последњи фрагмент морају да садрже поље података које је дељиво са 64 бита у дужини.
- Време живота (TTL) (8 бита): Показује колико дуго, у скоковима, је дозвољено датаграму да буде у интернету. Сваки рутер који процесира датаграм мора да смањи TTL за најмање један, тако да је TTL донекле сличан бројачу скокова.
- Протокол (8 бита): Показује протокол вишег нивоа коме треба проследити пакет; према томе, ово поље идентификује тип заглавља сегмента (слој транспорта). Вредности 1 (00000001) за ICMP, 6 (00000110) за TCP, 17 (00010001) за
- Заштитна сума (Чексума) (16 бита): Код за детектовање грешке који је привезан само заглављу. Због мењања неких поља током пута (нпр. време у животу, фрагментациона поља), ово поље се реверификује и процењује у сваком рутеру. Поље се формира тако што се узму јединице из 16 бита и додају се све јединице из свих 16-битних речи у заглављу. Због рачунања, поља чексуме су иницијализована на вредност нула.
- Изворишна адреса (32 бита): Кодирано да би се дозволиле различите комбинације бита за специфицирање мреже или система прикаченог на мрежу.
- Одредишна адреса (32 бита): Исте карактеристике као изворишна адреса.
- Опције (променљиво): Кодира опције тражене од стране пошиљаоца.
- Пуњење (променљиво) (енгл. Padding): Користи се да би се могло гарантовати да је заглавље датаграма спој 32-битних дужина.
- Подаци вишег слоја (променљиво): Ово поље мора бити спој 8-битних дужина целих бројева. Максимална дужина датаграма (поља података + заглавља) је 65,535 бајтова